# Fiori (Fayod)
Fiori è un dipinto di Charles Fayod. Eseguito probabilmente negli anni venti del novecento, appartiene alle collezioni d'arte della Fondazione Cariplo.

## Descrizione
Si tratta di una natura morta con fiori e altri oggetti, resa piuttosto orientaleggiante dalla presenza di un ventaglio e dall'attenzione ai riflessi e alle trasparenze.